# Predak
Predak (eng: Ancestor), također poznat kao pretka ili predradnik, je roditelj ili (rekurzivno) staratelj prethodnika (tj. Baka, pradjed, pradjed, pra-pradjed i tako dalje), predak je "svaka osoba od koje potječe. Po zakonu osoba od koje je ime naslijeđeno."
Dvije osobe imaju genetski odnos ako je jedan predak drugog ili ako imaju zajedničkog pretka. U evolucijskoj teoriji kažu se da su vrste koje imaju evolucijski predak zajedničkog podrijetla. Međutim, ovaj pojam predaka ne odnosi se na neke bakterije i druge organizme koji su sposobni horizontalno prenositi gene. Neka istraživanja sugeriraju da prosječna osoba ima dvostruko više ženskih predaka od muških predaka. To bi moglo biti posljedica rasprostranjenosti poliginnih odnosa i ženske hipergamije.
Pod pretpostavkom da su svi preci pojedinca inače međusobno nepovezani, taj pojedinac ima 2n predaka u novoj generaciji prije njega i ukupno 2g + 1 - 2 predaka u g generacijama prije njega. U praksi je, međutim, jasno da je većina predaka ljudi (i bilo koje druge vrste) višestruko povezana (vidi urušavanje pedigrea). Uzmite u obzir n = 40: ljudska vrsta stara je više od 40 generacija, otprilike bilijun, umanjuje broj ljudi koji su ikada živjeli.
Neke kulture odaju počast precima, i živim i mrtvim; nasuprot tome, neki više kulturni kontekst orijentiran prema mladima pokazuje manje poštovanja starijih. U drugim kulturnim kontekstima, neki ljudi traže providnost od svojih pokojnih predaka; ova se praksa ponekad naziva i štovanje predaka ili, točnije, počast predaka.